# Kiosk

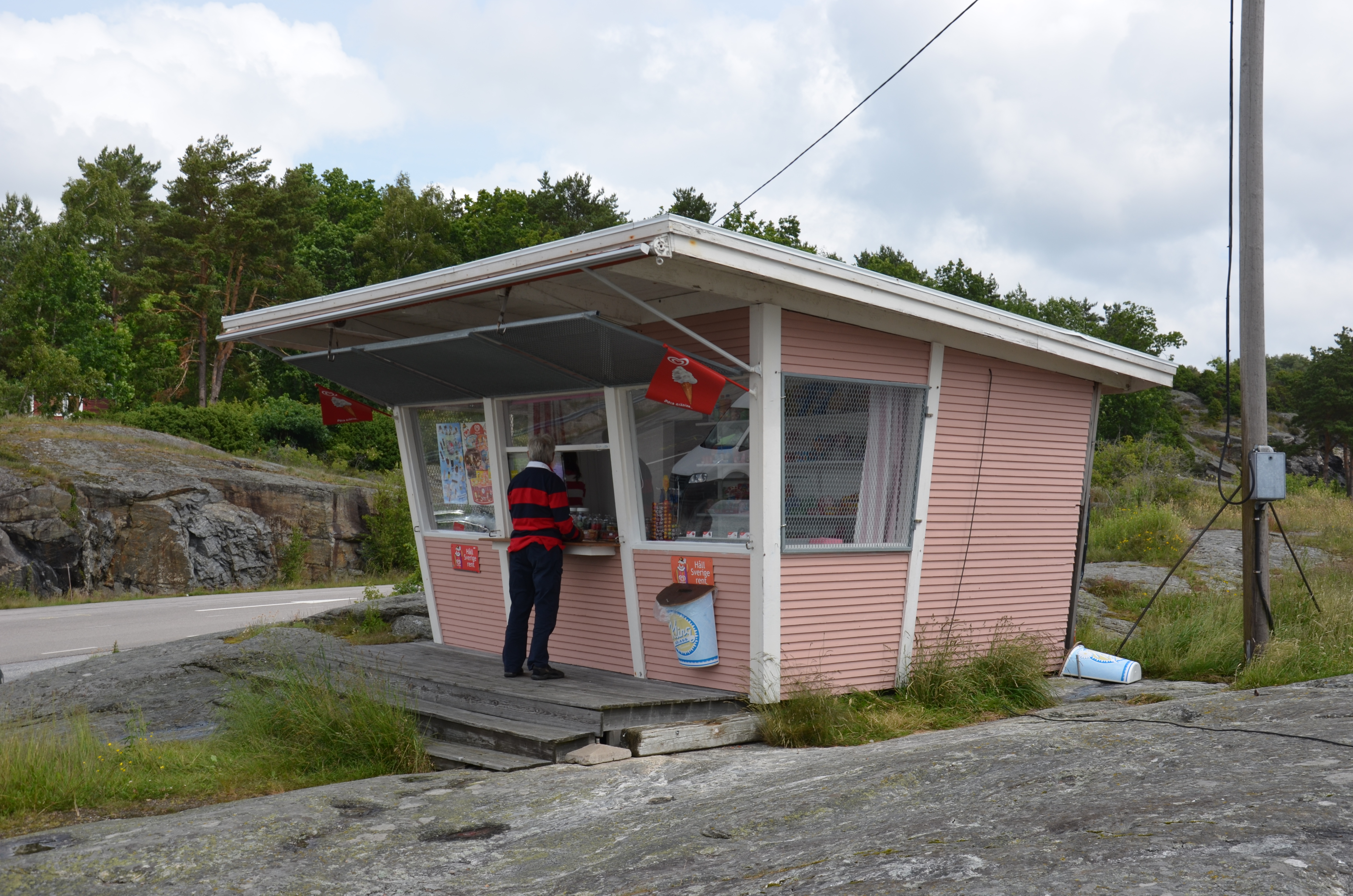
Glasskiosk från 1950-talet vid färjeläget Fruvik, Ängöleden, Dragsmarks socken i Bohuslän.

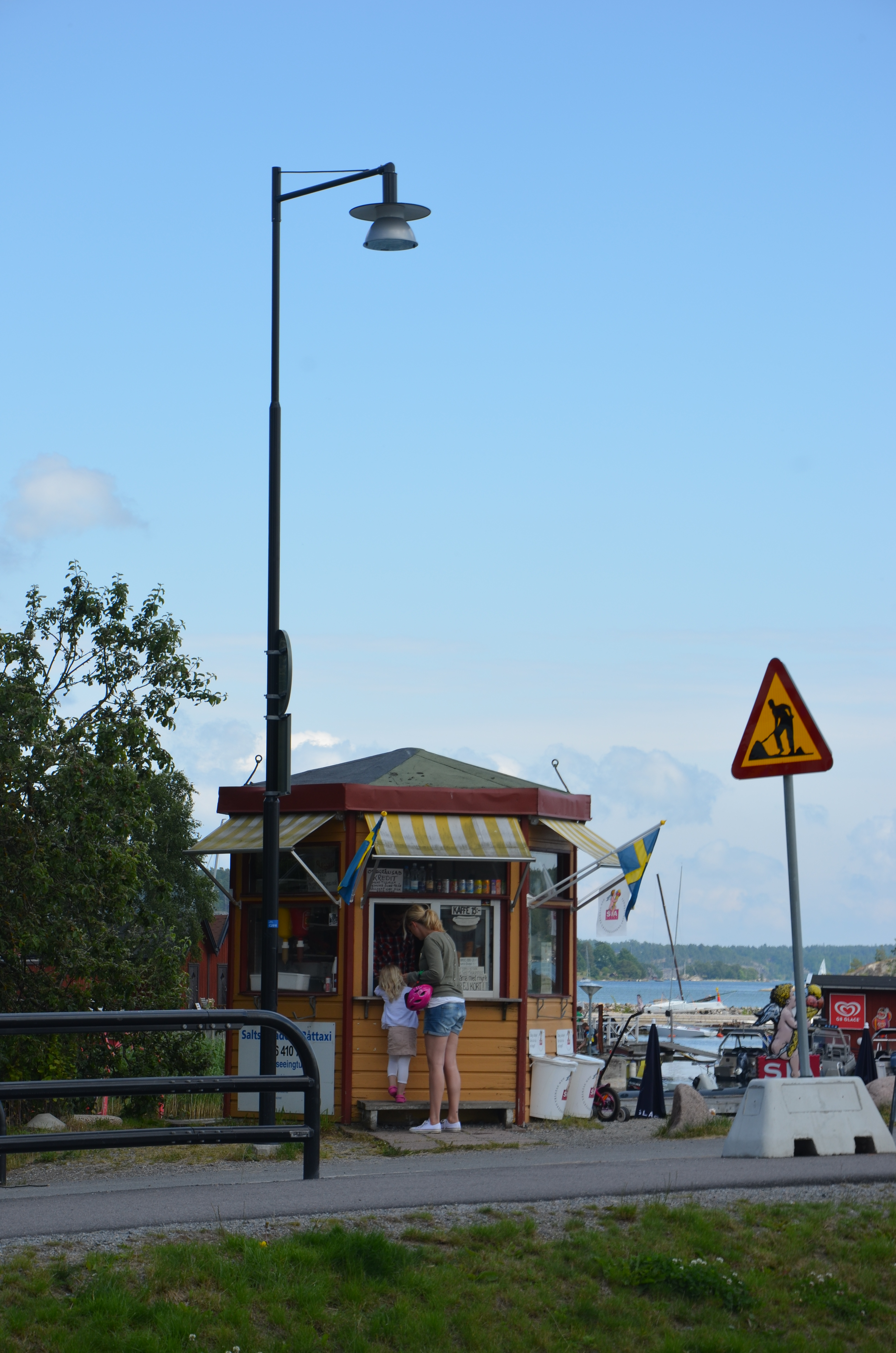
Korv- och glasskiosk vid bron till Badholmen i Saltsjöbaden.

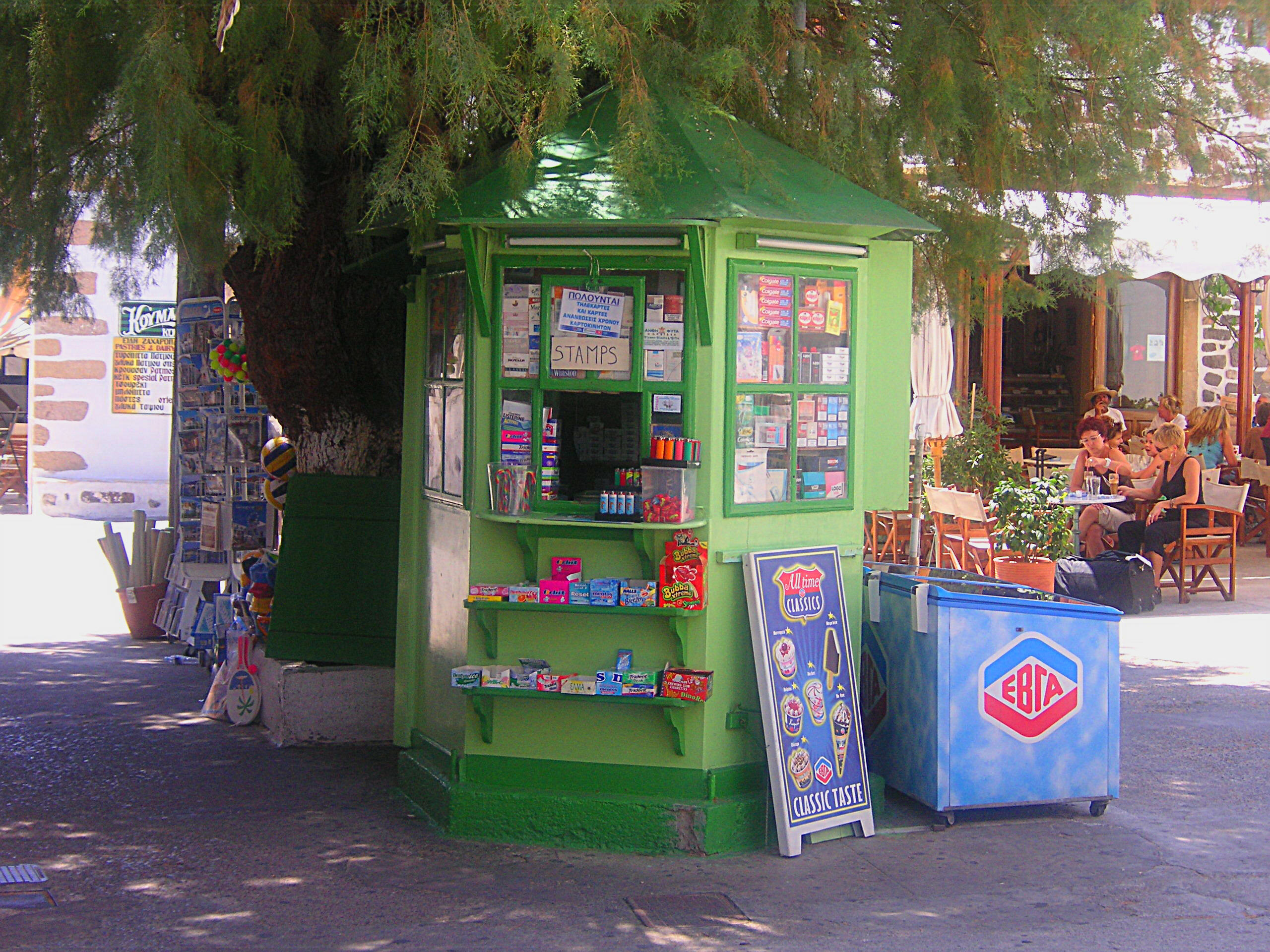
Kiosk i Grekland.

En kiosk är en liten och vanligtvis fristående byggnad med försäljning av exempelvis tidningar, biljetter, godis, glass och tobak. Försäljningen sker ofta via en lucka i kiosken.

## Etymologi och historia
Ordet kiosk kommer via franskans kiosque (liten paviljong), från turkiska köşk (trädgårdspaviljong) som har persiskt ursprung. Kiosken var ursprungligen ett litet, vanligt förekommande lusthus i Mellanöstern. Det bestod av ett på pelare vilande tälttak och var vanligen uppfört i utkanten av en terrass eller trädgård. Alternativt var det en lätt, altanlik träutbyggnad med gallerverk framtill och ett svängt tak, utskjutande från övre våningarna på ett hus. 
Kiosk benämndes i Europa en europeisk trädgårds- eller parkpaviljong i turkisk eller kinesisk stil. Ett exempel från Sverige är Turkiska kiosken i Hagaparken som uppfördes efter ritningar av arkitekten Fredrik Magnus Piper samt Gustav III:s anvisningar mellan åren 1786–1788.
I en moské finns en terrassliknande upphöjning, kallad kiosk, varifrån den muslimske prästen talar. Den motsvaras av predikstolen i en kristen kyrka. Från församlingen sett befinner sig predikstolen till vänster, medan kiosken finns till höger.

## Kiosk i Sverige
När vid halvårsskiftet 2019 en lag trädde i kraft som kräver kommunalt tillstånd för och årlig kontroll av tobaksförsäljning med därtill kopplade årliga avgifter ledde detta till att de utpräglade kioskernas antal sjönk. 